# Ígor Shafarévich
Ígor Rostislávovich Shafarévich (en ruso: И́горь Ростисла́вович Шафаре́вич; 3 de junio de 1923-19 de febrero de 2017) fue un matemático y escritor soviético y ruso que contribuyó a la teoría de números algebraicos y la geometría algebraica. Fuera de las matemáticas, escribió libros y artículos que criticaban el socialismo y otros libros que fueron descritos (polémicamente) como antisemitas. Se considera el gran difusor de la idea de la «rusofobia».

## Primeros años y formación
Nacido el 3 de junio de 1923 en Zhitómir, luego la familia se mudó a Moscú. Era el único hijo de la familia. Su padre fue Rostislav Stepánovich Shafarévich, graduado de la Facultad de Física y Matemáticas de la Universidad de Moscú con una licenciatura en astronomía y que enseñaba mecánica analítica. Su madre, Yulia Yákovlevna Shafarévich, filóloga de formación, hija del gerente de la sucursal en Zhitómir del banco estatal. Gracias a sus padres (además de leer los libros que aún se conservan de su abuelo), adquirió un amor por la literatura rusa, los cuentos de hadas, las epopeyas y, un poco más tarde, por la Historia. El siguiente pasatiempo fue matemáticas. Después de dejar la escuela a la edad de 15 años, fue admitido en la Facultad de Física y Matemáticas de la Universidad de Moscú y dos años más tarde, en 1940, se graduó como estudiante externo (en su último quinto año recibió una beca Stalin. Esto, como recordaba el propio Shafarévich, “era una cantidad colosal, más de lo que ganaba mi padre”).
Por una serie de trabajos sobre la solución del problema inverso de la teoría de Galois sobre campos de números algebraicos (el descubrimiento de la ley general de reciprocidad y la solución del problema inverso de Galois para grupos solubles) recibió el Premio Lenin (1959). Defendió su tesis de graduación en 1942 (a la edad de 19 años), su tesis doctoral en 1946 (a la edad de 23 años).

## Matemáticas
Desde sus primeros años, Shafarévich hizo contribuciones fundamentales a varias partes de las matemáticas, incluida la teoría de números algebraicos, la geometría algebraica y la geometría aritmética. En particular, en la teoría de números algebraicos, el teorema de Shafarévich-Weil extiende el mapa de reciprocidad conmutativa al caso de los grupos de Galois, que son extensiones centrales de grupos abelianos por grupos finitos.
Shafarévich fue el primer matemático en dar una fórmula completamente autónoma para el emparejamiento de Hilbert, iniciando así una rama importante del estudio de fórmulas explícitas en la teoría de números. Otro resultado famoso (y ligeramente incompleto) es el teorema de Shafarévich sobre los grupos de Galois solubles, que da la realización de cada grupo soluble finito como un grupo de Galois sobre los racionales.
Otro desarrollo es el teorema de Gólod-Shafarévich sobre torres de extensiones no ramificadas de campos numéricos.
Shafarévich y su escuela contribuyeron en gran medida al estudio de la geometría algebraica de las superficies. Comenzó un famoso seminario en Moscú sobre clasificación de superficies algebraicas que actualizó el tratamiento de la geometría birracional alrededor de 1960 y fue en gran parte responsable de la introducción temprana del enfoque de la teoría de esquemas a la geometría algebraica en la escuela soviética. Su investigación en aritmética de curvas elípticas lo llevó, independientemente de John Tate, a la introducción del grupo relacionado con curvas elípticas sobre campos numéricos, el grupo Tate-Shafarévich (generalmente llamado 'Sha', y denotado como 'Ш', la primera letra cirílica de su apellido).
Aportó la fórmula de Grothendieck-Ogg-Shafarévich y el criterio de Néron-Ogg-Shafarévich.
Con el exalumno Iliá Piatetski-Shapiro, demostró una versión del teorema de Torelli para superficies K3.
Formuló la conjetura de Shafarévich, que establecía la finitud del conjunto de variedades abelianas sobre un cuerpo numérico de dimensión fija y un conjunto prescrito de números primos de mala reducción. La conjetura fue probada por Gerd Faltings como un paso parcial en su prueba de la conjetura de Mordell.
Los estudiantes de Shafarévich incluyeron a Yuri Manin, Alekséi Parshin, Ígor Dolgachov, Yevgueni Gólod, Alekséi Kostrikin, Surén Arakélov, Guennadi Bely, Víktor Abrashkin, Andréi Tódorov, Andréi N. Tyurin y Víktor Kolyvaguin.
Fue miembro de la Academia de las Artes y de las Ciencias de Serbia en el departamento de Matemáticas, Física y Ciencias de la Tierra. En 1960, fue elegido miembro de la Academia Alemana de las Ciencias Naturales Leopoldina. En 1981, fue elegido miembro extranjero de la Royal Society. 
En 2017, Shafarévich recibió la Medalla de Oro Leonhard Euler de la Academia de Ciencias de Rusia.

## Política soviética
Shafarévich entró en conflicto con las autoridades soviéticas a principios de la década de 1950, pero estaba protegido por Iván Petrovski, rector de la Universidad de Moscú. Pertenecía a un grupo de disidentes influenciados por Póchvennichestvo que respaldaban la tradición ortodoxa oriental. Shafarévich publicó un libro, El Fenómeno Socialista (edición en francés de 1975, edición en inglés de 1980), que fue citado por Aleksandr Solzhenitsyn en su discurso de 1978 en la Universidad de Harvard.
En la década de 1970, Shafarévich, con Valeri Chalidze, Grigori Podiapolski y Andréi Tverdojlébov, se convirtió en uno de los investigadores de derechos humanos de Andréi Sájarov y fue despedido de la Universidad de Moscú. Shafarévich se opuso a la interferencia política en las universidades.
Desde finales de la década de 1980, Shafarévich estuvo publicando abiertamente en la URSS, y luego en Rusia, sus textos de orientación conservadora. En el sexto número de la revista Nash Sovreménnik ("Nuestro Contemporáneo") de 1989, se publicó por primera vez en la URSS "Rusofobia". Al mes siguiente, la revista Novy Mir (núm. 7, 1989) publicó la obra Dos caminos al mismo precipicio, en la que criticaba tanto al socialismo como a la democracia occidental.

## El Fenómeno Socialista
El libro de Shafarévich El Fenómeno Socialista, que fue publicado en los EE. UU. por Harper & Row en 1980, analizó numerosos ejemplos de socialismo desde la antigüedad hasta varias herejías medievales y una variedad de pensadores modernos y estados socialistas. A partir de esos ejemplos, afirmó que todos los principios básicos de la ideología socialista se derivan del impulso de suprimir el individualismo. El Fenómeno Socialista consta de tres partes principales:
1. Socialismo quiliástico: Identifica las ideas socialistas entre los antiguos griegos, especialmente Platón, en numerosos grupos herejes medievales como los cátaros, los Hermanos del Libre Espíritu, los taboritas, los anabaptistas, en varios grupos religiosos durante la Guerra Civil Inglesa, en escritores modernos como Tomás Moro, Tommaso Campanella y numerosos escritores de la Ilustración en la Francia del siglo XVIII.[8]
2. Socialismo de Estado: Describe el socialismo de los Incas, el estado jesuita en Paraguay, Mesopotamia, Egipto y China.[9]
3. Análisis: Identifica tres temas de abolición persistentes en el socialismo: la abolición de la propiedad privada, la abolición de la familia y la abolición de la religión (principalmente, pero no exclusivamente, el cristianismo).[10]

Shafarévich argumentó que el socialismo antiguo (como Mesopotamia y Egipto) no era ideológico, ya que el socialismo ideológico era una reacción al surgimiento del individualismo en la Era Axial. Comparó las visiones de Tomás Moro (Utopía) y Tommaso Campanella (Ciudad del Sol) con lo que se sabe sobre el Imperio Inca y concluyó que hay similitudes sorprendentes. Afirmó que nos convertimos en personas a través de nuestra relación con Dios y argumentó que el socialismo es esencialmente nihilista y está inconscientemente motivado por un instinto de muerte. Concluyó que tenemos la opción de buscar la muerte o la vida.

## Puntos de vista religiosos
Shafarévich se adhirió al cristianismo ortodoxo rusoe incorporó los puntos de vista neoplatónicos de la ortodoxia oriental en su comprensión de la relación entre las matemáticas y la religión.
En su charla ante la Academia de Ciencias de Gotinga al recibir un premio, Shafarévich presentó su punto de vista sobre la relación entre las matemáticas y la religión. Señaló los múltiples descubrimientos en matemáticas, como el de la geometría no euclidiana, para sugerir que las matemáticas puras reflejan una realidad objetiva, no un conjunto de definiciones convencionales o un formalismo. Afirmó que el crecimiento de las matemáticas en sí no es dirigido ni orgánico. Para tener unidad y dirección, las matemáticas necesitan una meta. Pueden ser aplicaciones prácticas o Dios como la fuente para la dirección del desarrollo. Shafarévich optó por lo último, ya que las matemáticas puras no se basan en sí mismas en aplicaciones prácticas.

## Política rusa
El 21 de diciembre de 1991, participó en el primer congreso de la Unión Panpopular Rusa, encabezada por Serguéi Baburin. En octubre de 1992, se convirtió en miembro del comité fundador del Frente de Salvación Nacional. En 1993, fue un candidato fallido a la Duma Estatal con el Partido Democrático Constitucional - Partido de la Libertad Popular de Mijaíl Astáfiev.
Shafarévich fue miembro del consejo editorial de la revista Nash Sovreménnik y en 1991-1992 del consejo editorial de Den of Aleksandr Projánov, que dejó de publicarse en octubre de 1993 y luego reabrió bajo el título Zavtra. En 1994, se unió al "Centro Nacional Panruso de Derecha", dirigido por Mijáil Astáfiev.

## Acusaciones de antisemitismo
El ensayo de Shafarévich Rusofobia se amplió en su libro Misterio de tres mil años (Трехтысячелетняя загадка) y resultó en acusaciones de antisemitismo. Completó el ensayo Russophobia en 1982 y se distribuyó inicialmente como samizdat. En la Unión Soviética, se publicó oficialmente por primera vez en 1989. Al mismo tiempo, Shafarévich condenó los métodos que se utilizaron para descartar a los solicitantes de origen judío cuando ingresaban a prestigiosas universidades de Moscú en la década de 1970 y principios de la de 1980.
En Rusofobia, argumentó en el ensayo que las grandes naciones experimentan períodos en su historia de grupos elitistas reformistas ('pequeñas naciones') que tienen valores que difieren fundamentalmente de los valores de la mayoría de las personas pero que ganan la partida en la sociedad. En opinión de Shafarévich, el papel de una "pequeña nación" en Rusia lo desempeñó un pequeño grupo de intelectuales, dominado por judíos, que estaban llenos de odio contra la forma de vida tradicional rusa y jugaron un papel activo en los regímenes terroristas de Vladímir Lenin y Iósif Stalin.
Su publicación condujo a una solicitud de la Academia Nacional de Ciencias de los Estados Unidos (NAS) a Shafarévich para que renunciara a su membresía, porque los estatutos de la NAS prohibían despojar a una membresía existente. En una carta abierta a la NAS, Shafarévich negó que Rusofobia sea antisemita. Shafarévich también señaló que, dado que la NAS lo reclutó sin su solicitud o conocimiento, eliminarlo de la lista era un asunto interno. Sin embargo, cuando Estados Unidos invadió Irak, Shafarévich envió por fax su renuncia.
Las acusaciones de antisemitismo continuaron e involucraron a otras publicaciones de Shafarévich. Semión Réznik apunta al ensayo sobre la Rusofobia por supuestas inexactitudes fácticas: Shafarévich asignó erróneamente la etnicidad judía a varios no judíos involucrados en la ejecución de Nicolás II, perpetuó la afirmación falsa de un grafiti en yidis en el lugar del asesinato y sugirió que la frase de Shafarévich "Nicolas II recibió un disparo específicamente como el zar, y este acto ritual marcó una línea en una época de la historia rusa", puede leerse como un libelo de sangre. (La acusación ignora el resto de la oración de Shafarévich: "por lo que solo puede compararse con la ejecución de Carlos I en Inglaterra o de Luis XVI en Francia"). Aron Katsenelinboigen escribió que el trabajo de Shafarévich "está a la altura de las mejores tradiciones de propaganda antisemita". 
Más tarde, Shafarévich amplió sus puntos de vista en su libro Misterio de tres mil años, en el que afirmó además que los judíos efectivamente marginan a los no judíos hasta el punto de excluirlos en todo tipo de actividades intelectuales. El trabajo fue publicado en ruso en 2002; una sección introductoria explica la relación con el ensayo de Rusofobia, explicando que el ensayo se desarrolló a partir de un apéndice a un trabajo previsto de alcance más amplio, que comenzó a escribir en samizdat. 
En 2005, Shafarévich estuvo entre los firmantes de la Carta de los 5000.
El tema del supuesto antisemitismo de Shafarévich ha sido el tema de una tesis doctoral de 2009 en la Universidad de Helsinki, que luego se convirtió en un libro en el que la autora, Krista Berglund, concluyó que las opiniones de Shafarévich se han malinterpretado como antisemitas.

## Publicaciones
- Borevich, Z. I.; Shafarevich, Igor R. (1966), Number Theory, Pure and Applied Mathematics 20, Boston, MA: Academic Press, ISBN 978-0-12-117850-5.
- Shafarevich, Igor R. (1974) [1972], Basic Algebraic Geometry, Berlin, New York: Springer-Verlag, ISBN 978-3-540-08264-4.
- Shafarevich, Igor (1975), "Socialism in Our Past and Future." In From under the Rubble, with Solzhenitsyn, Alexander; Agursky, Mikhail; Barabanov, Evgeny; Borisov, Vadim; Korsakov, F. Collins: Harvill Press [Regnery Pub. 1989].
- Shafarevich, Igor (1980), The Socialist Phenomenon, New York: Harper & Row, ISBN 978-0895268778.
- Shafarevich, Igor (1981), "On Certain Tendencies in the Development of Mathematics", The Mathematical Intelligencer, Vol. 3, Number 4, pp. 182–184.
- Nikulin, V. V.; Shafarevich, Igor (1987), Geometries and Groups, Berlin; Springer-Verlag, ISBN 0387152814
- Shafarevich, Igor R. (1989), Collected Mathematical Papers, Berlin, New York: Springer-Verlag, ISBN 978-3-540-13618-7.
- Shafarevich, Igor (Mar 1990). Russophobia. Joint Publications Research Service. Archivado desde el original el 7 de febrero de 2016.
- Kostrikin, A. I.; Shafarevich, Igor (1991), Noncommutative Rings, Identities, Berlin: Springer-Verlag, ISBN 978-3-642-72899-0
- Parshin, A. N.; Shafarevich, Igor (1995), Number Theory: Fundamental Problems, Ideas, and Theories, Berlin: Springer, ISBN 0387533842
- Arslanov, M. M.; Parshin, A. N.; Shafarevich, Igor (1996), Algebra and Analysis, Berlin: Walter de Gruyter, ISBN 311014803X
- Shafarevich, Igor (2003), Discourses on Algebra, Berlin: Springer, ISBN 978-3-540-42253-2
- Shafarevich, Igor (2005), Basic Notions of Algebra, Berlin: Springer, ISBN 978-3-540-26474-3
- Shafarevich, Igor (2013), Basic Algebraic Geometry 1: Varieties in Projective Space(3rd edition), Berlin, Springer-Verlag,ISBN 978-3-642-37955-0
- Shafarevich, Igor (2013), Basic Algebraic Geometry 2: Schemes and Complex Manifolds(3rd edition), Berlin, Springer-Verlag,ISBN 978-3-642-38009-9
- Shafarevich, Igor; Remizov, Alexey (2013), Linear Algebra and Geometry, Berlin, Springer-Verlag, ISBN 978-3-642-30993-9
- Shafarevich, Igor (2015), Collected mathematical papers, Reprint of the 1989 edition, Springer Collect. Works Math., Springer, Heidelberg, x+769 pp.